# Ignazio Gardella
Ignazio Gardella (* 30. März 1905 in Mailand; † 16. März 1999 in Oleggio) war einer der bedeutendsten und einflussreichsten italienischen Architekten und Designer des 20. Jahrhunderts.

## Leben

Wohnhaus „Casa Cicogna alle Zattere“ in Venedig, 1954–1958

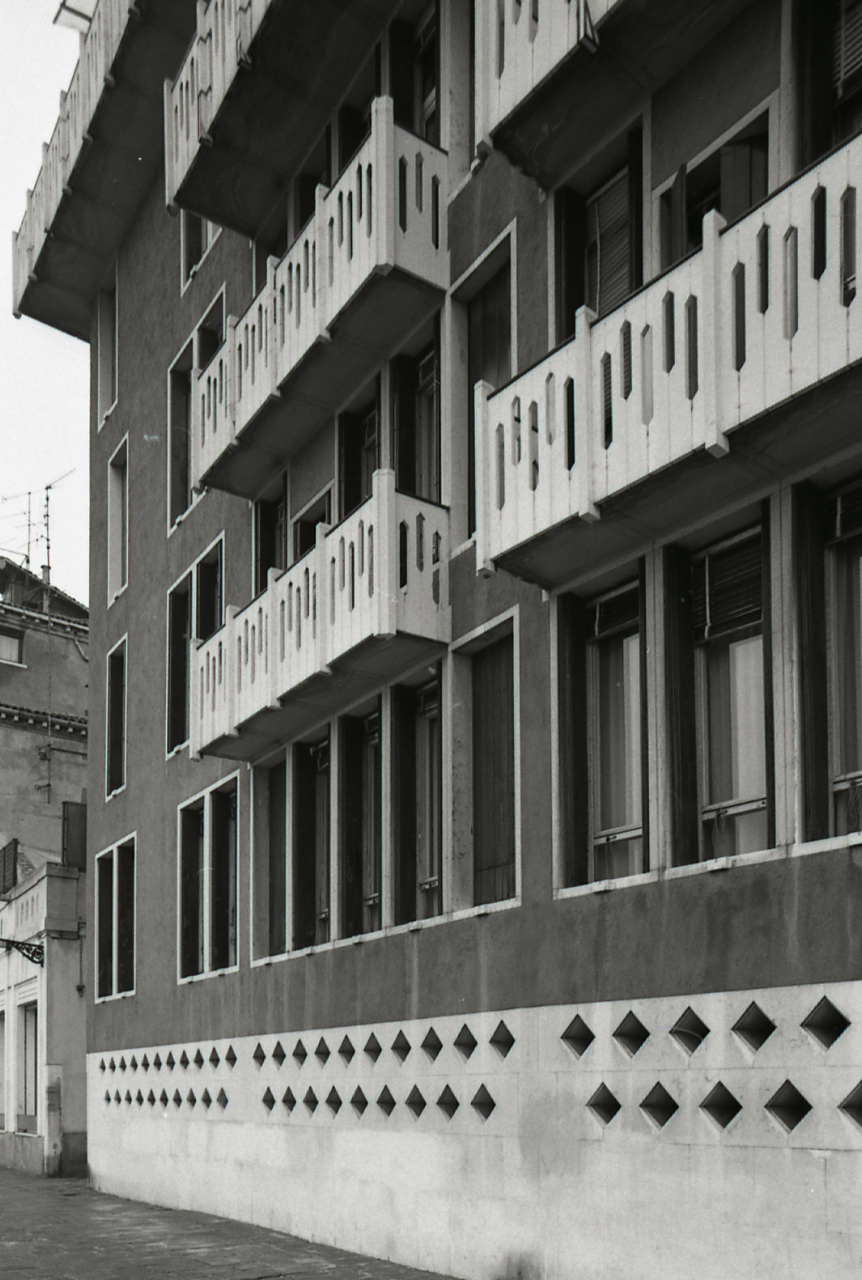
Wohnhaus „Casa Cicogna alle Zattere“ in Venedig, 1954–1958. Foto von Paolo Monti, 1982.

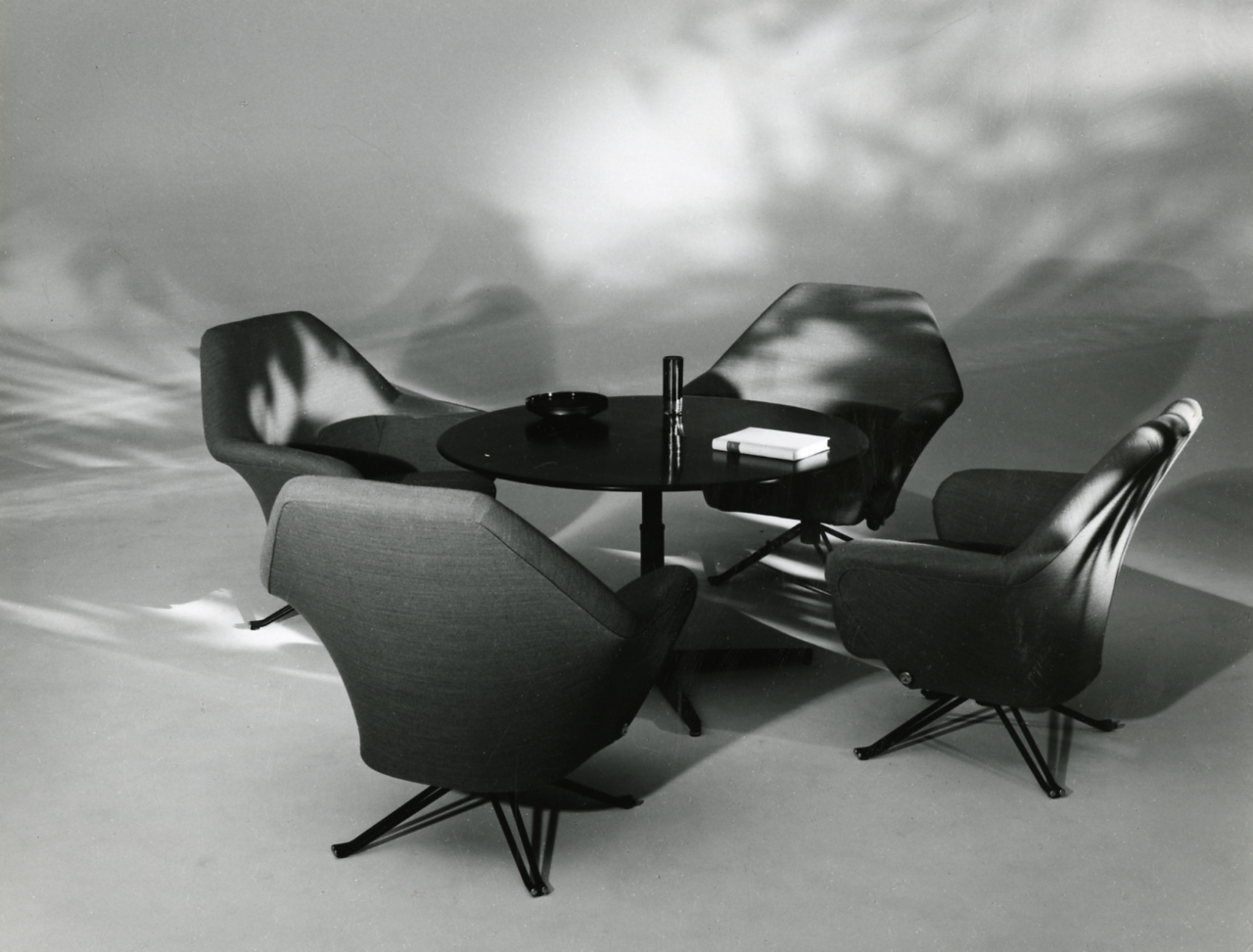
Büromöbel, Tecno. Foto von Paolo Monti, 1963.

Teatro Carlo Felice in Genua, 1981–1990

Gardella wuchs in einer Architektenfamilie auf und schloss sein Bauingenieurstudium 1930 am Polytechnikum Mailand ab. 1931 eröffnete er in Mailand sein Büro. In der Folgezeit realisierte er zahlreiche Projekte – zunächst noch mit seinem Vater Arnaldo Gardella – und avancierte zu einem wichtigen Vertreter der italienischen Moderne. Darüber hinaus machte Gardella durch seine Wettbewerbsbeiträge auf sich aufmerksam: So etwa mit dem streng geometrischen, 66 Meter hohen Glockenturm auf dem Domplatz von Mailand (1934) oder dem von Hochhausscheiben durchsetzten Städtebauprojekt „Milano verde“ (1938), das er zusammen mit den Architekten Franco Albini, Giulio Minoletti, Giuseppe Pagano, Giancarlo Palanti, Giangiacomo Predaval und Giulio Romano entwickelt. Zu seinen ersten herausragenden Realisierungen zählte die Tuberkuloseklinik in Alessandría (1933–1938), ein Schlüsselwerk des italienischen Razionalismo.
1944 stellte Gardella zusammen mit anderen Vertretern der italienischen Moderne den noch ganz im Geiste Le Corbusiers konzipierten städtebaulichen Masterplan „Piano AR“ für Mailand vor. Mit dem vergleichsweise kleinen „Haus für einen Weinbauern“ in Càstana (Pavia), das Gardella 1944–1947 realisierte, vollzog sich eine deutliche stilistische Änderung: Gardella wurde zu einem wichtigen Wegbereiter des Neorealismus in der Architektur. Die Rückbesinnung auf die vom Faschismus scheinbar unbefleckte, dörfliche Idylle mit einer betont traditionellen Architektursprache wurde von ihm beispielhaft umgesetzt. Bedeutende Werke dieser Strömung sind insbesondere das Wohnhaus für Angestellte der Fa. Borsalino in Alessandria (1950–1952) oder die Reihenhäuser in Cesate (Mailand), die 1951–1953 in Kooperation mit Franco Albini, Giovanni Albricci und BBPR entstehen.
Zwei Jahre später, 1949, diplomierte er im Fach Architektur am Istituto Universitario di Architettura (IUAV) in Venedig. Als er zwischen 1947 und 1953 den Ausstellungspavillon für zeitgenössische Kunst (Padiglione d’Arte Contemporanea PAC) im Park der Villa Reale in Mailand baute, offenbarte Gardella seine freie Interpretation der modernen Architektur: Kleine Satteldächer und eine Glasfassade, die in einer zweiten Schicht von rautenförmigen Metallgittern geschützt werden kann, prägen dieses Haus. Das 1954–1958 realisierte Wohnhaus „Casa alle Zattere“ am Giudeccakanal in Venedig besticht durch seine überaus subtile Einbindung in den historischen Kontext. Ähnlich wie BBPR widersetzte sich Gardella damit jeglichen dogmatischen Vorgaben der Moderne.
Die zur Landschaft offene, betont polygonale Figur der „Mensa Olivetti“, die 1953–1959 in Ivrea entstand, bekräftigte Gardellas veränderte Sprache.
Nach dem Bau der von auffallend schmalen vertikalen Wandöffnungen geprägten Architekturfakultät in der Altstadt von Genua (1975–1989) folgte Gardellas letztes großes Projekt: Das mit Fabio Reinhart, Angelo Sibilla und Aldo Rossi erbaute Teatro Carlo Felice in Genua (1981–1990). Diese in der Sprache der Postmoderne entwickelte Wiederherstellung und Erweiterung eines Theaterbaus von 1828 wird von einem hochaufragenden Bühnenturm, in den kleine quadratische Fensteröffnungen eingeschnitten sind, dominiert.
Neben seiner Bautätigkeit entwarf Gardella seit den 1940er Jahren zahlreiche Möbel und Leuchten, die ihn auch als Designer in Italien bekannt machten.
Einfluss übte Gardella vor allem auch auf seine beiden prominenten Schüler, Aldo Rossi und Vittorio Gregotti, aus.
1996 wurde ihm auf der Architekturbiennale in Venedig ein Goldener Löwe für sein Gesamtwerk verliehen.
1999 verstarb Ignazio Gardella kurz vor seinem 94. Geburtstag in Oleggio.

## Bedeutende Bauwerke (Auswahl)
- 1933–1938: Tuberkuloseklinik in Alessandria – [1]
- 1938: Städtebauprojekt „Milano verde“ für das Stadtzentrum von Mailand (mit Franco Albini, Giuseppe Pagano u. a.)
- 1944–1947: Haus für einen Weinbauern in Càstana (Pavia)
- 1947–1953: Ausstellungspavillon für zeitgenössische Kunst (PAC) in Mailand
- 1950–1952: Wohnhaus für Angestellte der Fa. Borsalino in Alessandria
- 1951–1953: Reihenhäuser der INA-Casa Siedlung in Cesate / Mailand (mit Albini, Albricci, BBPR)
- 1950–1954: Thermengebäude auf der Insel Ischia
- 1954–1958: Wohnhaus „Casa alle Zattere“ in Venedig
- 1953–1959: Mensa Olivetti in Ivrea
- 1968–1970 (mit Anna Castelli Ferrieri) Kirche St. Niklaus von Flüe in Mailand
- 1975–1989: Architekturfakultät in Genua
- 1981–1990: Teatro Carlo Felice in Genua (mit Fabio Reinhart, Angelo Sibilla und Aldo Rossi)

## Bedeutende Designobjekte (Auswahl)
- 1950: Stehleuchte Alzabile für Azucena
- 1950: Wandleuchte LP12A für Azucena
- 1950: Bücherregal LIB2 für Azucena
- 1956: Tischleuchte Arenzano für Azucena
- 1957: Rundtisch T1 für Azucena
- 1957: Lounge chair Digamma für Gavina Poltrone
- 1960: Stehleuchte Prisma für Azucena